# Мыс Беринга
Мыс Бе́ринга — высокий скалистый мыс на восточном побережье Чукотского полуострова, омываемый Беринговым морем в пределах Провиденского района Чукотского автономного округа в России.
Расположен в северо-восточной части Анадырского залива. Высота составляет 402 м. В 2,5 км от мыса находится национальное село Энмелен.
Название в переводе с чук. Энмыльын — «скалистый».
Мыс был назван и нанесён на карту русской кругосветной экспедицией под руководством Фёдора Литке в 1828 году.
На скалах мыса гнездятся до 8,5 тыс. птиц: глупыш, берингов баклан, бургомистр, серебристая чайка, моёвка, кайры, белобрюшка, ипатка и топорок.
У мыса Беринга находятся остатки полуподземных жилищ древнеэскимосских охотников на моржей, датируемые началом нашей эры.